# 赫爾斯特巴赫河
51°57′14″N 8°46′58″E / 51.95389°N 8.78278°E
赫爾斯特巴赫河（德語：Hörster Bach），是德國的河流，位於該國西部，處於北萊茵-威斯特法倫州，屬於雷特拉格巴赫河的右支流，河道全長3.9公里，流域面積7.2平方公里。